# Sonata per pianoforte n. 4 (Beethoven)
La Sonata per pianoforte n. 4, Op. 7 è considerata da alcuni critici il primo dei grandi lavori composti da Ludwig van Beethoven; lo stesso autore la tenne in considerazione, tanto da pubblicarla con un numero d'opus proprio (anziché insieme ad altre composizioni, come nel caso delle prime 3 sonate per pianoforte), ed intitolarla Grande sonata, appellativo con cui talvolta è indicata. L'Op.7 fu composta a cavallo tra il 1796 ed il 1797.

## Struttura
La quarta sonata è strutturata in 4 movimenti. Sia il primo che il secondo movimento sono basati su sonorità quasi orchestrali. Notevole in quest'ultimo l'effetto creato dalle numerose pause presenti già nella prima battuta.

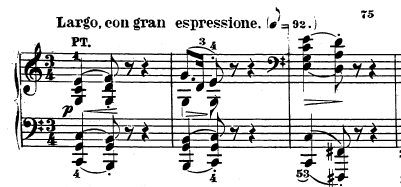

All'interno del terzo movimento vi è una sezione in mi bemolle minore – battuta 95 – costituita da un continuo fluire di terzine e da improvvisi sbalzi dinamici; si tratta di una parentesi dal sapore prettamente romantico.

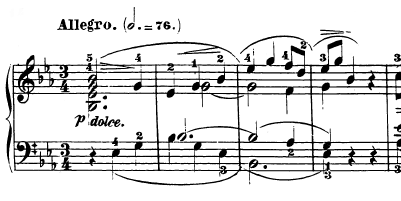

La dolce melodia che apre il rondò finale, dopo essere stata trasportata un'ottava più in basso, viene repentinamente riportata nei registri acuti della tastiera, ma sempre accompagnata da note ribattute.

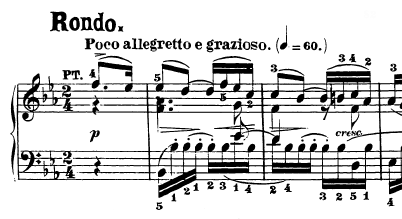

### Analisi del primo movimento
Il primo movimento della quarta sonata di Beethoven è un Allegro molto e con brio in sei ottavi in mi bemolle maggiore. La struttura del movimento è quella della forma-sonata: esposizione dei temi fondamentali (sono tre), sviluppo del materiale sonoro e ripresa finale.

#### Esposizione
Il tema si sviluppa per diciassette battute; prima con degli accordi sulla tonica, poi attraverso una serie continua di terzine di crome, fino alla sua chiusura con una cadenza perfetta: dominante (settima di dominante) – tonica [bb. 1-17]:
L'essenza stessa sia formale che spirituale di questo tema sta nei primi quattro accordi: accordo di tonica e il suo immediato rivolto con una discesa di terza Segue la codetta del tema (sette battute), che si conclude con un accordo di settima di tonica (mi bemolle maggiore settima), che si chiude (sempre con lo stesso accordo) su un suo rivolto tramite una discesa di terza: ulteriore affermazione dell'elemento fondamentale di questo tema. Il secondo tema si presenta alla battuta 26 con un'anacrusi (un sol in ottava). Anche in questo secondo tema alcuni commentatori vedono negli accordi centrali dello stesso un richiamo alle terze discendenti del primo tema confermando così il '“pieno mondo beethoveniano”, con la sua ”non confondibile fisionomia” già presente in questa quarta sonata [bb.26-34]:
Segue una ripetizione ritmica del secondo tema (battute 35-38), alla quale si collega direttamente la codetta (battute 39-58) e un ponte modulante di preparazione al terzo tema esposto alla dominante (si bemolle maggiore), che nella zona centrale modula a fa maggiore (dominante di dominante) [bb. 59-66]:
Segue una ripetizione variata del terzo tema (battute 67-73) e quindi la codetta, che incalzando ritmicamente si conclude su un accordo fortissimo di settima diminuita (mi bemolle minore settima diminuita con la quinta diminuita) che risolve su un do maggiore [bb.79-81]:
Si entra così nella coda vera e propria dell'esposizione, la sua parte più virtuosistica. Alcuni momenti interessanti sono alla battuta 92 e seguenti, dove su un pedale di dominante (si bemolle) si susseguono vaghe e fluide modulazioni, oppure più avanti alla battuta 110, dove l'insistenza sulla dominante, accompagnata da scorrevoli sestine, prepara l'ambiente armonico dello sviluppo (la coda infatti si conclude con un doppio accordo sulla dominante - si bemolle maggiore – battute 134-135):
Prima della conclusione dell'esposizione Beethoven inserisce otto battute con un tema aritmico che avrà una certa importanza nello sviluppo, ma che serve anche ad evidenziare opportunamente il ritorno alla linea formale iniziale [bb. 126-134]:

#### Sviluppo
Lo sviluppo (battute 136-152) inizia con il tema principale esposto nella tonalità di sol maggiore (è la dominante della tonalità relativa minore di mi bemolle maggiore, ossia do minore). Ma subito Beethoven riprende il tema aritmico presentato nella parte finale della coda e lo sviluppa per sedici battute (152-167). Ritorna brevemente il tema principale per introdurre questa volta il secondo tema (battute 168-184). Una brevissima coda chiude lo sviluppo e preannuncia la ripresa: sono quattro battute (185-187) nelle quali due accordi in piano sono inframezzati da due pause: un espediente tipicamente beethoveniano per creare una tensione che si scarica all'entrata del tema principale.

#### Ripresa
Riprende il materiale tematico dell'esposizione: ritorna il tema principale alla tonica con la codetta (battute 188-213); ritorna il secondo tema non nella sua forma iniziale, ma nella sua variante ritmica (battute 35-38 nell'esposizione, ora battute 214-219); e ritorna quindi il terzo tema ora alla tonica (battute 238-260). Come nell'esposizione una serie di accordi ribattuti di settima diminuita facevano da cerniera per la coda finale dell'esposizione, così anche qui una serie di accordi ribattuti di settima diminuita (sulla dominante minore e non sulla tonica minore, come nell'esposizione) aprono la coda finale del movimento. Il materiale è simile (almeno nella prima parte), ma ora l'ambiente tonale insiste di più sulla tonica: ad esempio le sestine presenti nelle battute 110-125 dell'esposizione ora sono supportate da insistenti pedali sulla tonica (mi bemolle) (battute 290-305); stessa sorte seguono anche alcune figurazioni precedenti (confrontare le battute 92-95 dell'esposizione con le corrispondenti battute 272-275 della coda).

È nel finale che questa coda acquista un preciso significato strutturale e non soltanto formale. Alla fine del tema aritmico ritornano prepotentemente (alla battuta 312) gli accordi del tema principale: dimostrazione sicura del loro profondo ed indubbio valore tematico. In questa fase finale vengono ripresentati brevemente ed incisivamente i più importanti elementi del movimento. Infatti prima dell'ultima apparizione del tema fondamentale troviamo il terzo tema (battute 322-337) ed il tema aritmico (battute 338-348). Non compare quindi il secondo tema. Alla battuta 348 ritorna definitivamente e per l'ultima volta il tema base del movimento. È da notare come in quest'ultima esposizione del tema Beethoven inverta l'accento del motivo. Se nella prima esposizione l'accento cadeva all'inizio del tema, ossia sul primo accordo, ora cade sul secondo accordo (l'accento è dato dalla nota più bassa della mano sinistra):
La disposizione degli accenti fa anche capire l'ultima battuta vuota con una corona sopra (la corona potrebbe benissimo trovarsi sull'ultima pausa della battuta precedente). In realtà Beethoven in quest'ultima esposizione del tema pensa per moduli di due battute con gli accenti sulla misura pari. L'ultima misura è quindi necessaria per completare in modo simmetrico l'esposizione finale del tema.

### Analisi del secondo movimento
Largo con grande espressione è scritto in testa al secondo movimento in tre quarti. È questo uno dei più grandi movimenti lenti del primo Beethoven. La forma potrebbe essere ABA, ma eccezionalmente variata, altri studiosi vedono un rondò; probabilmente siamo di fronte ad una libera espressione artistica con sonorità ricche e quasi orchestrali. Il tema inframezzato da diverse pause (che acquistano un significato quasi melodico) inizia nella tonalità di do maggiore (la tonica di questo movimento): è il modo maggiore della relativa minore della tonalità di base del primo movimento o anche sopradominante. Anche in questo tempo lento il compositore ha scelto una tonalità in relazione di terza con il tono del movimento precedente (come nel tempo lento della seconda sonata, e come faceva spesso Haydn) [bb. 1-8]:
Nella codetta del tema (ma potrebbe essere anche una ripetizione variata dello stesso) Beethoven aggiunge qualche melisma per arricchirne la scarna linea melodica (battute 8-20). Ad alcuni accordi in fortissimo segue un ponte modulante (battute 22-24) per preparare l'entrata del secondo tema, che, esposto nella tonalità di la bemolle maggiore (sopradominante abbassata se rapportata al movimento iniziale), sembra quasi un corale. La linea melodica (sempre tenuto e legato) contrasta, ma in modo gradevole ed equilibrato, con l'accompagnamento staccato [bb. 25-32]:
Questo tema viene ripetuto in modo variato nelle battute 33-37; quindi alcune battute (una specie di codetta del tema) dove ritornano le pause iniziali, preparano il ritorno del tema principale (battute 42-44) nella tonalità di si bemolle maggiore (la dominante rispetto al primo movimento); tema che viene subito elaborato e variamente ripreso, compresi i melismi iniziali (battute 45-70). Questa fase può essere intesa come una ripresa del tema fondamentale. Ritornano le due battute con accordi in fortissimo ed un breve ponte modulante, preparazione alla riesposizione del secondo tema, che si ripresenta modificato alla mano sinistra e nella tonalità di do maggiore (la tonica per questo movimento), mentre è la destra a proporre l'accompagnamento, ora lievemente sincopato. Anche le figurazioni della codetta sono nuove (battute 75-87). Le ultime battute riservano una certa sorpresa: ritorna il tema (come da manuale) ma sovrapposto a pesanti accordi in ottava del basso. Sono accordi che scendono cromaticamente fino a chiudersi su due corti accordi staccati in pianissimo (settima di dominante - tonica) [bb. 87-91]:

### Analisi del terzo movimento
Il terzo movimento è uno scherzo con trio. La struttura è la seguente: esposizione dello scherzo – sviluppo dello scherzo – esposizione del trio – sviluppo del Trio – da capo dello scherzo. La tonalità di base è mi bemolle maggiore, il tempo è un Allegro in tre quarti. L'impostazione è ancora quella di un minuetto, ma lo spirito è già quello di un tipico scherzo beethoveniano.

#### Esposizione dello scherzo
Il tema dello scherzo si compone di una frase esposta nelle classiche otto battute con inizio sulla tonica (mi bemolle maggiore) e conclusione sulla dominante (si bemolle maggiore) [bb.1-8]:
Segue la ripetizione del tema con una codetta terminante sulla dominante (battute 9 – 24).

#### Sviluppo dello scherzo
Le prime due battute del tema vengono utilizzate per costruire una nuova figura melodica presentata in contrappunto: è il punto di partenza dello sviluppo dello scherzo [bb. 25-30]:
Interessante è la parte finale dello sviluppo (a dimostrazione delle infinite possibilità di elaborazione dei temi beethoveniani), dove su un inciso preso dal tema un pedale di dominante (si bemolle) modula in un pedale di tonica (mi bemolle) [bb. 70-80]:

#### Esposizione e sviluppo del trio
Il trio è nella tonalità di mi bemolle minore. La melodia è nascosta in un movimento di terzine arpeggiate, che creano un'atmosfera molto coloristica con un'armonia che si snoda lentamente [bb. 97-113]
Questo tema termina modulando sulla dominante maggiore (si bemolle). Lo sviluppo del trio riprende dalla dominante ma, per non perdere il colore iniziale, ritorna nel modo minore (si bemolle minore) [bb. 114-152]:
Alla fine del trio si riespone completamente lo scherzo, ma senza i ritornelli.

### Analisi del quarto movimento
L'ultimo movimento di questa sonata è un rondò nella forma ABACABA. In partitura è indicato Poco allegretto e grazioso, con un tempo di due quarti.

#### Prima esposizione del tema e primo episodio
Il tema è questo [bb. 1-5]:
È una linea melodica dal carattere amabile. Il tema viene ripetuto con una breve codetta e alla battuta 12, dopo un breve ritardo la linea melodica si arresta sulla dominante (si bemolle) per richiamare l'attenzione delle battute conclusive di questa prima esposizione del tema. Segue il primo episodio intermedio caratterizzato inizialmente da una scaletta ascendente di biscrome e da quartine di semicrome ribattute [bb. 17-50]:

#### Seconda esposizione del tema e secondo episodio
Alla battuta 51 ritorna il tema del rondò con una chiusura più breve rispetto alla prima volta: in totale quattordici battute. Il secondo episodio è esposto nella tonalità relativa minore (do minore). Beethoven prepara questa nuova tonalità con delle spoglie e laconiche ottave in sforzando sul si naturale:
Questo secondo episodio è caratterizzato da quartine di biscrome accompagnate da accordi, in parte sul tempo forte della battuta ed in parte sincopati. L'episodio viene ripetuto due volte (ci sono due ritornelli). Il tutto risulta di una brillantezza impressionante.

#### Terza esposizione del tema e terzo episodio e finale
Alla battuta 101 ritorna per la terza volta il tema del rondò seguito dal terzo episodio (in realtà si tratta del primo episodio esattamente ripetuto). Alla battuta 147 ritorna per la quarta volta il tema, che questa volta appare riccamente decorato; sembra che Beethoven abbia atteso questo momento per riservarci il massimo effetto per la fine del movimento. Alla battuta 170 inizia la coda del movimento e dell'intera sonata.